# Henry Cavendish
Henry Cavendish, född 10 oktober 1731 i Nice, Frankrike, död 24 februari 1810 i London, var en brittisk kemist och fysiker. Han var son till naturforskaren Charles Cavendish.

## Biografi
Sedan han ärvt en stor privatförmögenhet kunde Cavendish inrätta ett eget laboratorium där han studerade gasers egenskaper och bland annat påvisade förekomst av ädelgaser i luft samt utförde en bestämning av Isaac Newtons gravitationskonstant. Han var också en föregångare vid studiet av elektriciteten. 
Cavendish gjorde en rad märkvärdiga upptäckter. Bland mycket annat var han först med att isolera väte och den förste att förena väte och syre till vatten. Många gånger hänvisade han i sina publicerade arbeten till experiment som han inte berättat för någon om. Detta hemlighetsmakeri kännetecknar Cavendish. Hans experiment med elektrisk ledningsförmåga var 100 år före sin tid men förblev okända tills seklet hade passerat. Merparten av det han gjorde blev inte känt förrän i slutet av 1800-talet. Enligt en av hans biografier led han av blyghet "som var så djup att den nästan var en sjukdom". Cavendish uppvisade flers egenskaper som är idag klassade som autistiska.
Cavendish var också den förste som lyckades väga jorden, känt som Cavendishs experiment.

## Eftermäle
Nedslagskratern Cavendish på månen och asteroiden 12727 Cavendish är uppkallade efter honom.